# プラスコヴィヤ・サルトゥイコヴァ
プラスコヴィヤ・フョードロヴナ・サルトゥイコヴァ（ロシア語: Прасковья Фёдоровна Салтыкова、1664年10月12日 - 1723年10月13日）は、モスクワ・ロシアのツァーリ・イヴァン5世の妃。アンナ女帝の母親。1698年から1712年までロシア宮廷の女主人役であった。

## 生涯
貴族のフョードル・ペトロヴィチ・サルトゥイコフとその妻アンナ・ミハイロヴナ・タチーシチェヴァの娘として生まれ、1684年に伝統の花嫁コンテストでイヴァン5世の皇妃に選ばれた。プラスコヴィヤは花嫁コンテストで選ばれた最後のロシア君主の妃である。プラスコヴィヤは夫とのあいだに5人の娘をもうけたが、うち2人は夭折した。
イヴァン5世が死ぬと、プラスコヴィヤは貴族ヴァシーリー・ユーシュコフと長く愛人関係を持つことになった。義弟のピョートル1世はユーシュコフを自分の妹ナターリヤの家臣として遇した。ピョートルが愛人のマルファ・スカヴロンスカヤ（後のエカチェリーナ1世）に産ませた私生児アンナとエリザヴェータは、プラスコヴィヤの宮廷で教育された。
プラスコヴィヤは未亡人として長くサンクトペテルブルクとモスクワの宮廷で暮らした。プラスコヴィヤは義弟のピョートル1世から非常に尊敬されており、またピョートルには1698年から1712年まで正式な妻がいなかったため、外国使節を迎える宮廷としてプラスコヴィヤの宮廷が開かれていた。こうしたことから、プラスコヴィヤは未亡人でありながら長く宮廷の女主人の地位にあり続けた。
プラスコヴィヤは古いロシアの文化の中で育ったにもかかわらず、改革の必要性を理解し、西欧の流儀に倣って宮廷を主宰し、娘たちを西欧式に育てた。こうした度量の大きさも、ピョートルから尊敬を勝ち得た理由であった。

## 子女
- マリヤ（1689年 - 1692年）
- フェオドーシヤ（1690年 - 1691年）
- エカチェリーナ（1692年 - 1731年） - メクレンブルク＝シュヴェリーン公カール・レオポルトと結婚、一人娘アンナ・レオポルドヴナはイヴァン6世の母親
- アンナ（1693年 - 1740年） - クールラント公フリードリヒ・ヴィルヘルムと結婚、ロシア女帝
- プラスコヴィヤ（ロシア語版）（1694年 - 1731年） - イヴァン・ドミトリーエフ＝マモーノフ将軍と結婚